# Petter Solli
Petter Rikard Solli (Ørnes, 22 aprile 1966) è un ex calciatore norvegese, di ruolo difensore.

## Carriera

### Club
Solli giocò nel Nidelv/Falken, prima di passare al Bodø/Glimt. Con questo club, guadagnò prima la promozione in 1. divisjon nel campionato 1991 e poi quella nella Tippeligaen attraverso il campionato 1992. Il 1º maggio 1993 esordì così nella massima divisione norvegese, schierato titolare nel pareggio per 1-1 in casa del Tromsø. Il 6 agosto 1995 arrivò la sua prima rete in questa divisione, nella vittoria per 3-2 sul Molde. L'anno successivo si trasferì al Moss, debuttando con questa casacca in data 14 aprile 1996, nella sconfitta casalinga per 0-1 contro la sua ex squadra del Bodø/Glimt. Il 5 maggio successivo, Solli siglò la prima rete, nel 2-2 contro il Vålerenga. Nel 1998 si trasferì agli svedesi del Trelleborg, restandovi per i successivi due anni.

## Palmarès

### Club

#### Competizioni nazionali
- Coppa di Norvegia: 1

Bodø/Glimt: 1993